# Graziella Scotese
Graziella Scotese (Roma, Italia) es una muralista italiana, nacida en una familia de artistas el 18 de noviembre de 1946, fue a México en 1978 por una beca del INBA para estudiar en la La Esmeralda y especializarse en Pintura Mural. Posteriormente, en 1981 la Secretaría de Relaciones Exteriores le otorgó otra beca para seguir sus investigaciones en Pintura Mural en la Academia de San Carlos.
Entre 1982 y 1986 pintó el mural Encuentro de culturas, el cual se encuentra en la estación División del Norte en la Línea 3 del Metro de la Ciudad de México

## Encuentro de Culturas
Este mural que se encuentra en División del Norte, representa a la diosa maya Ixchel extendiendo su mano a una mujer europea que está representada a modo del Hombre de Vitruvio, representando los orígenes prehispánicos y europeos de la sociedad latinoamericana. En sí, la temática central de la obra es la participación de la mujer en la historia de América Latina. Así como su papel en los momentos claves de la historia reciente, como la lucha contra el SIDA y en las labores de rescate y reconstrucción de la Ciudad de México tras el Temblor del 85.